# Lestes apollinaris
Lestes apollinaris là loài chuồn chuồn trong họ Lestidae. Loài này được Navás mô tả khoa học đầu tiên năm 1934.